# Kim Jackson
Kimberly Jackson, znana jako Kim Jackson (ur. 22 sierpnia 1965 w Dublinie) – irlandzka piosenkarka.
Kimberly Jackson rozpoczynała swoją karierę jako wokalistka w jednej z irlandzkich grup kabaretowych. W trakcie swojej przygody muzycznej związanej z kabaretem nagrała debiutancki album zatytułowany Kim Jackson. 
Dnia 30 marca 1991 roku wygrała  irlandzkie preselekcje do Konkursu Piosenki Eurowizji z utworem  „Could It Be That I’m In Love”, który w całości skomponował Liam Reilly. W finałowym koncercie 4 maja 1991 roku zajęła ostatecznie 10. miejsce, zdobywając 47 punktów. 
Utwór wydano na singlu wraz z piosenką „Never Get Over You” w limitowanej edycji, dostępnej do zakupu wyłącznie na terenie Irlandii.